# Ceryx kuehni
Ceryx kuehni är en fjärilsart som beskrevs av Rothschild 1910. Ceryx kuehni ingår i släktet Ceryx och familjen björnspinnare. Inga underarter finns listade i Catalogue of Life.